# Cyprinus megalophthalmus
Cyprinus megalophthalmus är en fiskart som beskrevs av Wu et al., 1963. Cyprinus megalophthalmus ingår i släktet Cyprinus och familjen karpfiskar. Inga underarter finns listade i Catalogue of Life.